# Ẩm thực Silesia

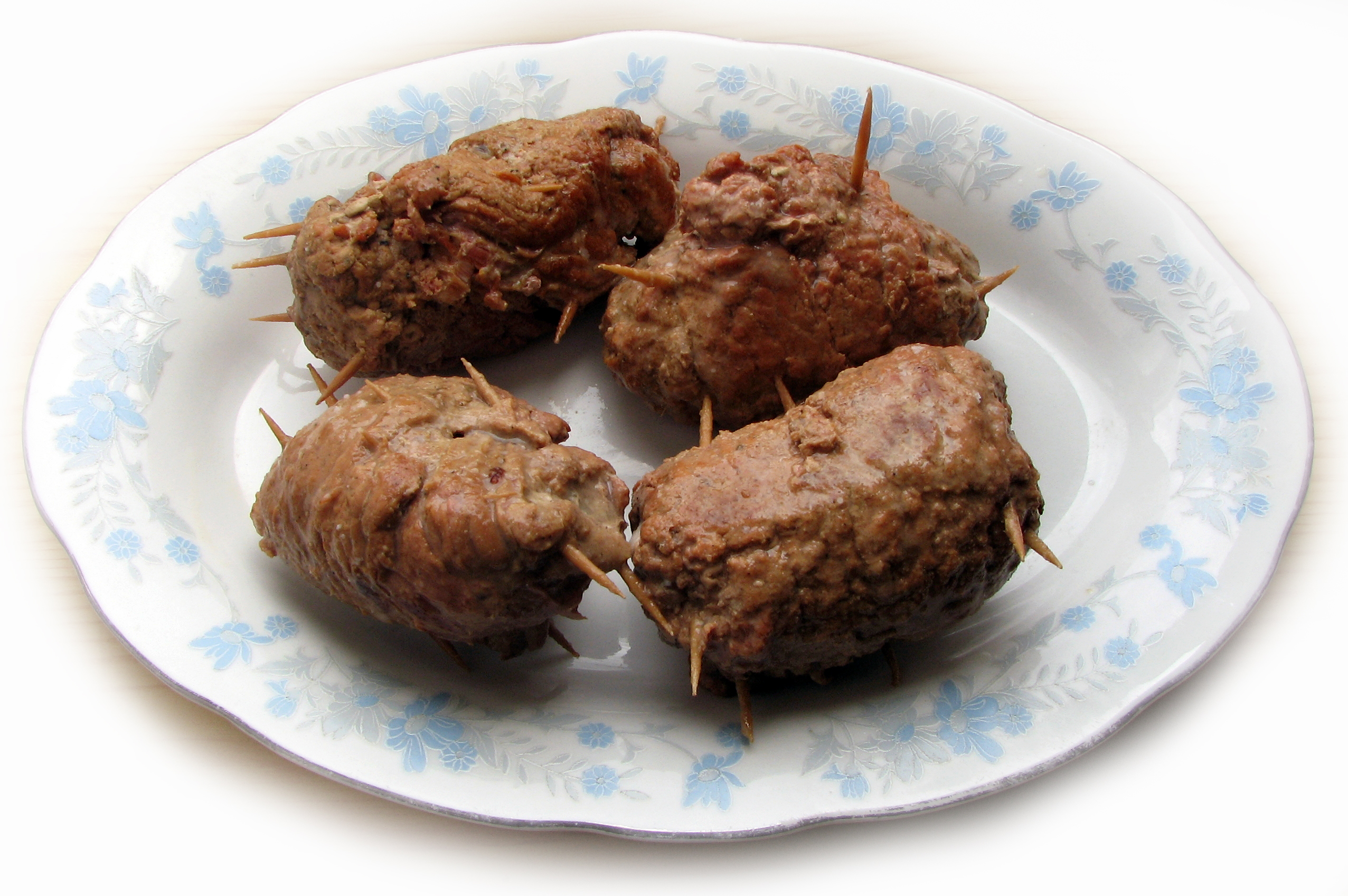
Rouladen

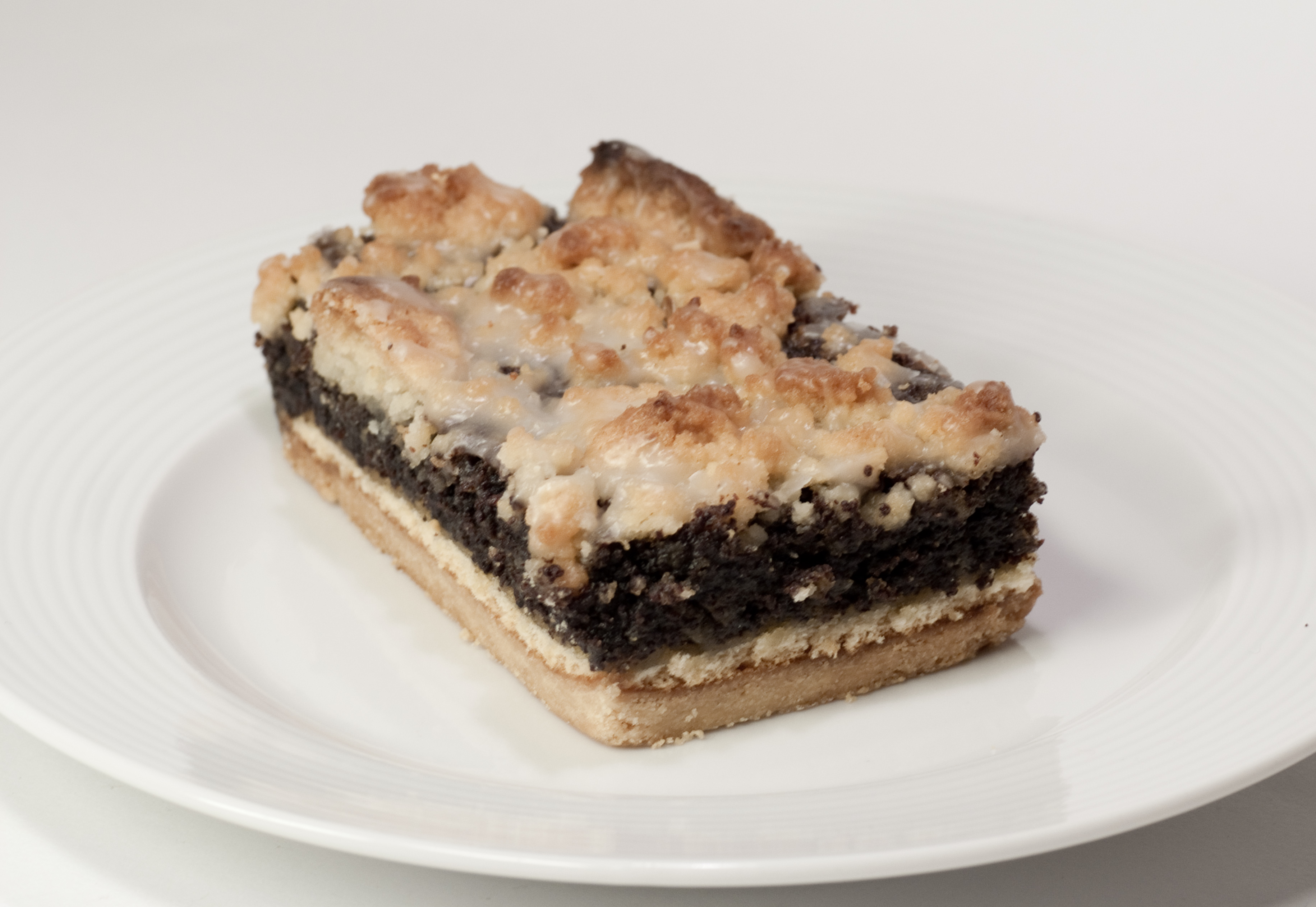
Bánh hạt anh túc

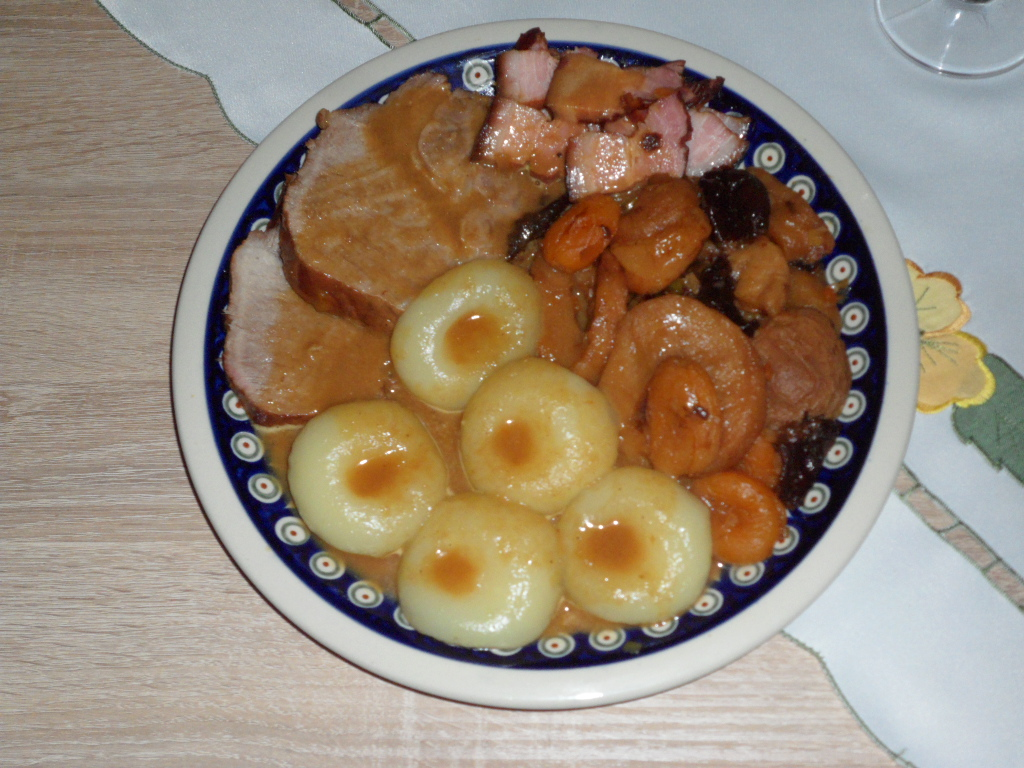
Schlesisches Himmelreich

Ẩm thực Silesia thuộc khu vực Silesia ở Trung Âu. Nó là một kiểu con của ẩm thực Ba Lan và Đức với nhiều điểm tương đồng và dấu hiệu ảnh hưởng của các món ăn từ các vùng lân cận. Các món ăn đặc biệt nổi tiếng với các món ăn có hạt anh túc và knödel.

## Danh sách các món ăn Silesia
- Żymła - món bánh mì cuộn được nướng kỹ, hình bầu dục với một phần ở giữa, được phủ với hạt anh túc, tương tự như Kaisersemmel của Áo.
- Kluski ląskie/Schlesische Kartoffelklöße (bánh bao Silesia) - bánh bao tròn ăn kèm với nước sốt, làm từ khoai tây luộc, khoai tây nghiền mịn, trứng, hành tây nghiền, bột mì và bột khoai tây
- Schlesisches Himmelreich ("Silesian Heaven") - một món thịt lợn hun khói nấu trong nước với trái cây và gia vị khô
- Rolada z modrą kapustą (rouladen với bắp cải đỏ) - cuộn thịt bò chất lượng tốt nhất; nhồi với rau ngâm, giăm bông, và lượng gia vị tốt; luôn ăn kèm với bắp cải đỏ (với thịt xông khói chiên, hành tươi và ớt); truyền thống ăn với kluski śląskie cho bữa tối chủ nhật
- Szałot - một món salad làm từ khối khoai tây luộc và cà rốt, đậu Hà Lan, giăm bông, xúc xích khác nhau, cá muối, trứng luộc, ướp với dầu ô liu hoặc mayonnaise
- Kaszanka/Krupniok/Grützwurst - một loại dồi trường làm từ kasha và máu động vật
- Ymlok - giống như krupniok nhưng thay vì kasha, bánh mì cuộn (żymła) được sử dụng
- Wodzionka/<i id="mwQA">Brotsuppe</i> - súp với tỏi và bánh mì khối làm từ lúa mạch đen khô
- Siemieniotka/Hanfsuppe - súp làm từ hạt cây gai dầu, một bữa ăn đêm Giáng sinh chính
- Knysza - bánh mì pita chứa đầy thịt và bắp cải
- Moczka/Motschka - một món tráng miệng đêm Giáng sinh truyền thống, thành phần chính của nó là chiết xuất bánh gừng, các loại hạt và trái cây khô, compote dâu tây và hạnh nhân.
- Makówki/Mohnpielen - món tráng miệng đêm Giáng sinh truyền thống, lam từ hạt anh túc nghiền mịn, với nho khô, hạnh nhân, vỏ cam quýt, mật ong, đường và bánh pudding, và hương vị rượu rum
- Hauskyjza - phô mai làm tại nhà có hương vị mạnh mẽ với hạt caraway
- Kopalnioki - kẹo cứng làm từ đường, dầu hồi và các tinh chất của dịch nha St John, melissa, và bạc hà, màu đen của nó đến từ thuốc nhuộm thực phẩm tự nhiên - than củi.[2]
- Streuselkuchen/Kołocz ląski - được làm bằng một loại bột men được phủ một lớp vỏ ngọt
- Liegnitzer Bombe - bánh gừng nhỏ phủ sô cô la chứa đầy bánh hạnh nhân và trái cây hoặc các loại hạt, trong lịch sử là một đặc sản của Legnica (Liegnitz)